# Ljubašivský rajón
Ljubašivský rajón (ukrajinsky Любашівський район) byl rajón v Oděské oblasti na Ukrajině. Hlavním městem byla Ljubašivka a rajón měl přibližně 29 tisíc obyvatel. 

## Sídla v rajónu
- Ljubašivka
- Zelenohirske